# Conifericoccus notabilis
Conifericoccus notabilis är en insektsart som beskrevs av Brimblecombe 1960. Conifericoccus notabilis ingår i släktet Conifericoccus och familjen pärlsköldlöss. Inga underarter finns listade i Catalogue of Life.